# Atletisme als Jocs Olímpics d'estiu de 1904 - llançament de martell homes

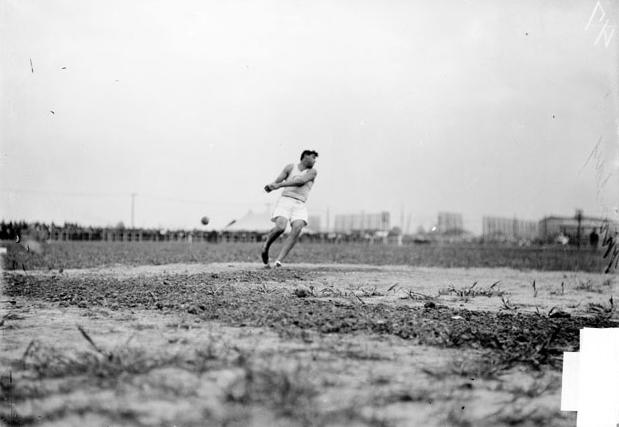
Fotografia de Ralph Rose, medalla de bronze, durant la realització dels Jocs.

El llançament de martell masculí va ser una de les proves disputades durant els Jocs Olímpics de Saint Louis de 1904. La prova es va disputar el 29 d'agost de 1904 i hi van prendre part 6 atletes, tots dels Estats Units.
Flanagan, el vigent campió olímpic, manté el títol, alhora que estableix un nou rècord olímpic.

## Medallistes
| Or            | Plata       | Bronze     |
| John Flanagan | John DeWitt | Ralph Rose |

## Rècords
Aquests eren els rècords del món i olímpic que hi havia abans de la celebració dels Jocs Olímpics de 1904.
| Rècord del Món | 52,71 metres (*) | John Flanagan | Nova York (USA) | 31 de juliol de 1904 |
| Rècord Olímpic | 51,01 metres     | John Flanagan | París (FRA)     | 16 de juliol de 1900 |

(*) no oficial
John Flanagan va superar el seu propi rècord olímpic, establint una marca de 51,23 metres.

## Resultats
| Posició | Atleta           | Distància (m) |
| ------- | ---------------- | ------------- |
| Or      | John Flanagan    | 51,23 OR      |
| Plata   | John DeWitt      | 50,26         |
| Bronze  | Ralph Rose       | 45,73         |
| 4       | Charles Chadwick | 42,78         |
| 5       | James Mitchel    | desconeguda   |
| 6       | Albert Johnson   | desconeguda   |

OR: Rècord olímpic